# Sundhausen (Nordhausen)
Sundhausen is een  dorp in de Duitse gemeente Nordhausen in het Landkreis Nordhausen in Thüringen. Het dorp wordt voor het eerst vermeld in een oorkonde uit 983. Tot 1 juli 1994 was het een zelfstandige gemeente.
Bielen · Buchholz ·Herreden · Hesserode · Hochstedt · Hörningen · Krimderode · Leimbach · Petersdorf · Rodishain · Rüdigsdorf · Salza · Steigerthal · Steinbrücken · Stempeda · Sundhausen